# 越秀交通
越秀交通基建有限公司  (港交所：1052)是一家在香港交易所上市的綜合企業公司。屬越秀企業(集團)有限公司旗下公司。越秀交通有限公司一直從事投資、經營及管理以廣東省為主的收費高速公路、國道收費公路及橋梁。公司在百慕達註冊，董事長為朱春秀。

## 經營項目
于2009年6月30日，越秀投資及經營的收費公路及橋梁項目合共十二個：包括位於廣東省內的廣州市北環高速公路（「北環高速公路」）、廣州市北二環高速公路（「北二環高速公路」）、廣州西二環高速公路（「西二環高速公路」）、廣東虎門大橋（「虎門大橋」）和汕頭海灣大橋等高速公路和橋梁；連接廣州市至深圳的廣深公路廣州段（「廣深公路」）；貫穿廣東、湖南、江西等省份的廣汕公路（即324國道）廣州段（「廣汕公路」）；連接從化市太平場至溫泉的廣從公路（「廣從公路第二段和355省道」），均為廣從公路（即105國道）廣州段沿線及從化市街口至佛崗縣交界段；廣花公路及清連公路（在建中的高速公路）（即107國道）清遠至連州段，還包括位於陝西省西安至臨潼高速公路（「西臨高速公路」）、廣西壯族自治區蒼鬱高速公路（「蒼鬱高速公路」）、河南省尉氏县至许昌高速公路（「尉许高速公路」）。集團之收費公路和橋梁的應佔總長度于2009年6月30日約為317.3公里。
越秀交通于2009年內的營業收入為11.4億港元，較2008年上升12.0%，創上市新高。本公司權益持有者應佔盈利為4.34億港元(2008年：6.08億港元)；每股基本盈利為0.260港元(2008年：0.363港元)。
2014年12月17日越秀交通斥資19.499億元人民幣，收購一家經營湖北省岳南高速公路的湖北隨岳南高速公路公司七成股權，收費里程98.06公里，剩餘特許經營期限超過25年，將於2040年3月屆滿
2019年9月12日越秀交通斥資59.99億元人民幣，向母公司廣州越秀集團收購收購湖北省經營三條高速公路(大廣南高速、漢蔡高速及漢鄂高速)的公司，包括越秀湖北100%及漢蔡公司38.5%股權連股東貸款

## 連結
- 越秀交通有限公司